# Ускорение (филм)
„Ускорение“ (на английски: Torque) е американски екшън от 2004 г. на режисьора Джоузеф Кан (в неговия режисьорски дебют), по сценарий на Мат Джонсън, и продуциран от Нийл Мориц. Във филма участват Мартин Хендерсън, Айс Кюб, Монет Мазур, Джейми Пресли, Уил Юн Лий, Джей Ернандез, Мат Шулц, Макс Бесли, Фредро Стар и Кристина Милиан.
Филмът е пуснат по кината в САЩ на 16 януари 2004 г.

## В България
В България филмът е излъчен по bTV с български войсоувър дублаж на студио „Медиа Линк“.